# یاسین سلمانی
یاسین سلمانی (زادهٔ ۸ اسفند ۱۳۸۰) بازیکن فوتبال اهل ایران است که در پست هافبک میانی برای باشگاه فوتبال پرسپولیس در لیگ برتر خلیج فارس بازی می‌کند و کاپیتان تیم ملی امید ایران است.

## عملکرد باشگاهی

### سپاهان

#### فصل ۱۳۹۹–۱۳۹۸
در ۲۴ آذر ۱۳۹۸؛ زمانی که سلمانی ۱۷ سال و ۹ ماه و ۱۷ روز سن داشت، دقایقی کوتاه مقابل شاهین بوشهر در هفتهٔ شانزدهم لیگ برتر به میدان رفت تا نخستین حضور رسمی خود در لیگ برتر را تجربه کند.
سلمانی برای سپاهان در لیگ قهرمانان آسیا ۲۰۲۰ در نیمهٔ دوم بازی با العین به میدان رفت. این بازی با نتیجه ۰–۰ به پایان رسید.

#### فصل ۱۴۰۰–۱۳۹۹
سلمانی اولین گل خود را برای سپاهان در هفتهٔ چهاردهم لیگ بیستم در پیروزی ۳–۱ سپاهان مقابل ذوب‌آهن به‌ ثمر رساند. سلمانی در ۳ دقیقه حضور خود در زمین، موفق به گلزنی شد. در پیروزی ۶–۱ سپاهان مقابل آلومینیوم در هفتهٔ هفدهم، سلمانی موفق به دادن ۲ پاس‌ گل شد. در پیروزی ۲–۰ سپاهان مقابل تراکتور سلمانی موفق به زدن گل دوم سپاهان در دقیقه ۸۱ شد. در هفتهٔ بیست و سوم لیگ برتر، در پیروزی ۵–۱ سپاهان مقابل مس رفسنجان، سلمانی برای سپاهان گلزنی کرد. در هفتهٔ بیست و هشتم لیگ برتر، سلمانی تک‌گل پیروزی بخش سپاهان را به شهرخودرو در نیمه اول به‌ ثمر رساند.
سلمانی در هر ۳ بازی سپاهان در جام حذفی مقابل مس رفسنجان، خوشه طلایی و فولاد حضور داشت، اما موفق به گلزنی نشد و تنها در بازی شکست سپاهان مقابل فولاد، یک پاس‌ گل داد.

#### فصل ۱۴۰۱–۱۴۰۰

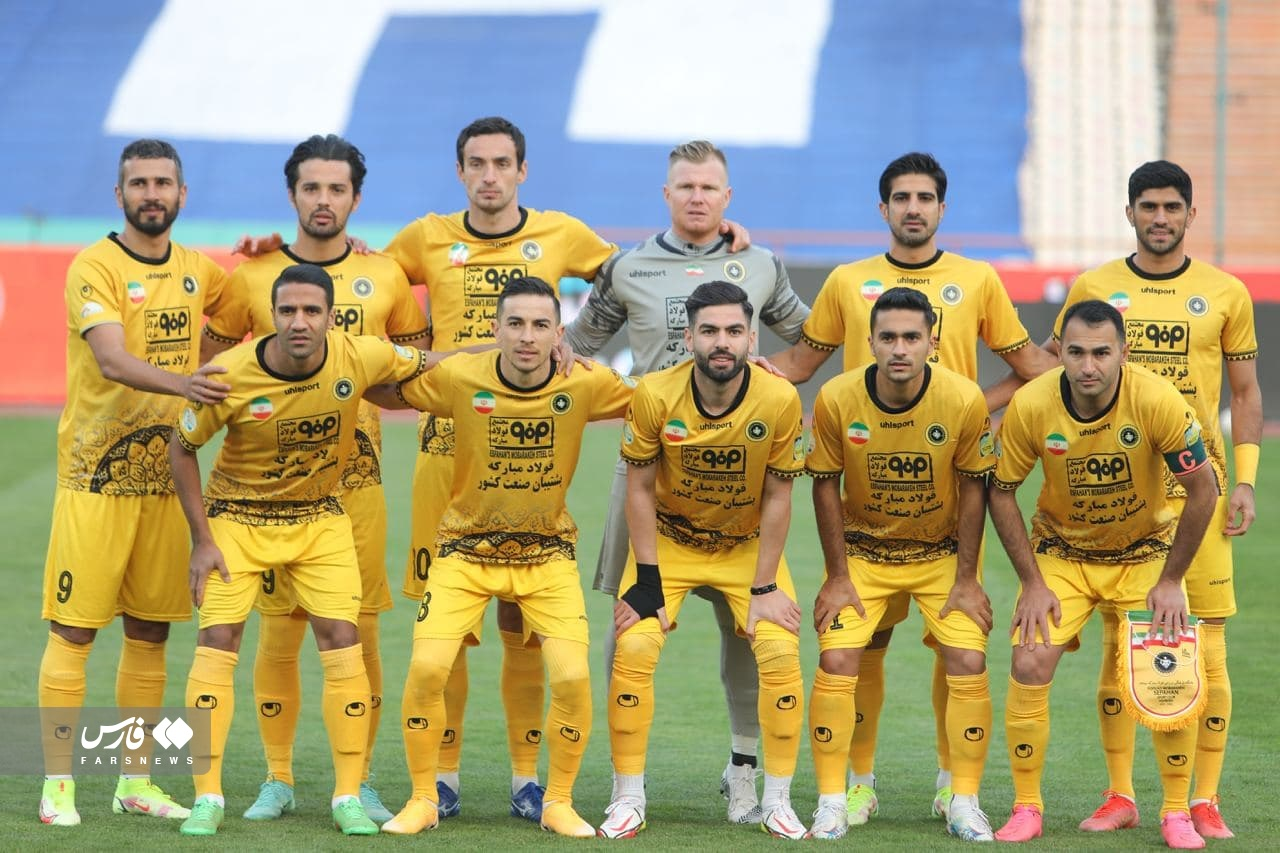
سلمانی (سومین نفر نشسته از راست) در ترکیب سپاهان

سلمانی تک‌گل پیروزی سپاهان را در مقابل صنعت نفت در هفتهٔ نهم لیگ برتر به‌ثمر رساند. سلمانی در بازی اول سپاهان در جام حذفی مقابل شهید اورکی به میدان رفت، و سپاهان موفق به شکست این تیم شد اما در بازی دوم سلمانی مصدوم بود، و سپاهان در مقابل آلومینیوم شکست خورد و از دور مسابقات کنار رفت.

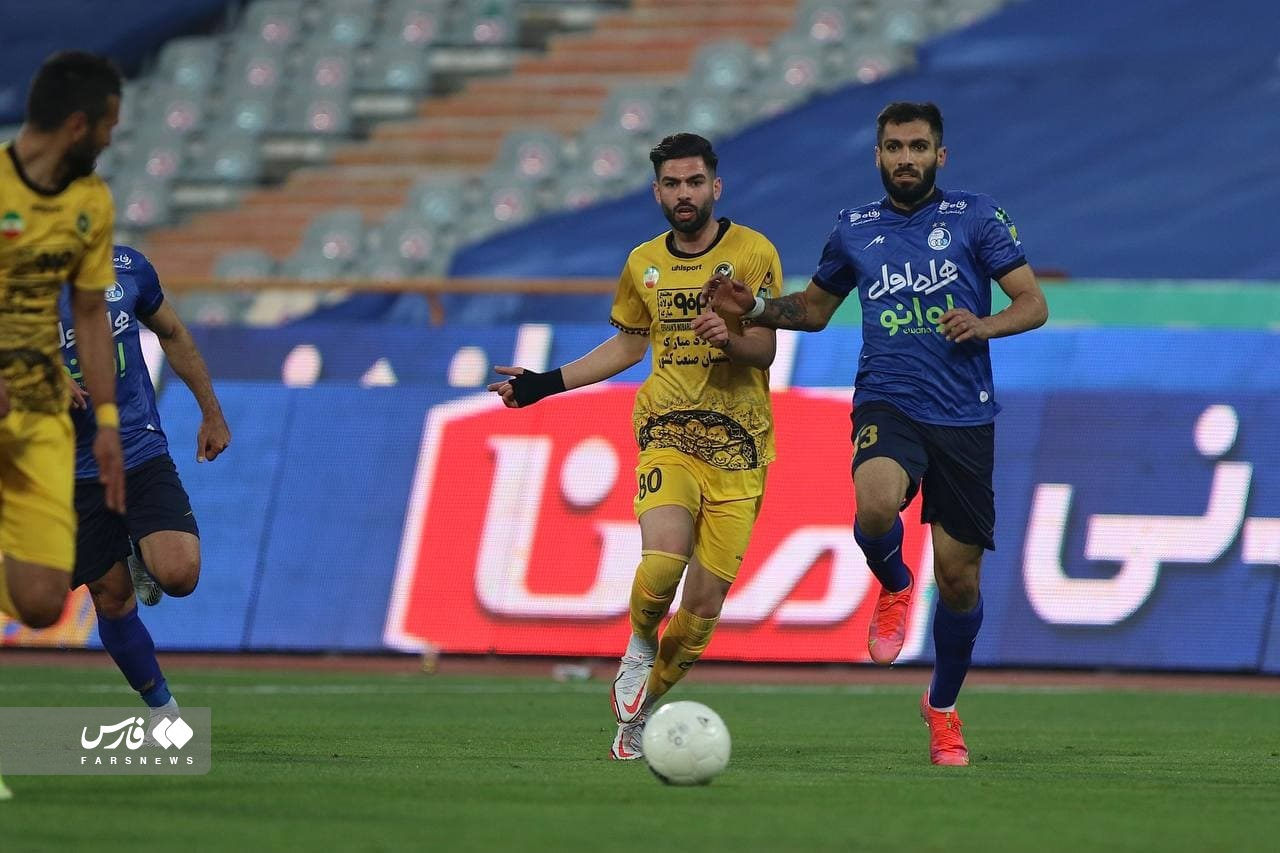
سلمانی در حال بازی مقابل استقلال در سال ۱۴۰۰

در لیگ قهرمانان آسیا ۲۰۲۲ به جز بازی اول سپاهان در مرحلهٔ گروهی مقابل پاختاکور، سلمانی هر ۵ بازی بعدی سپاهان را در مقابل تیم‌های الدحیل، التعاون (هر کدام ۲ بازی) و پاختاکور به میدان رفت. در نهایت سپاهان با ۷ امتیاز و با تفاضل کمتر نسبت به التعاون، سوم شد و موفق به صعود از گروه خود نشد.

#### فصل ۱۴۰۲–۱۴۰۱

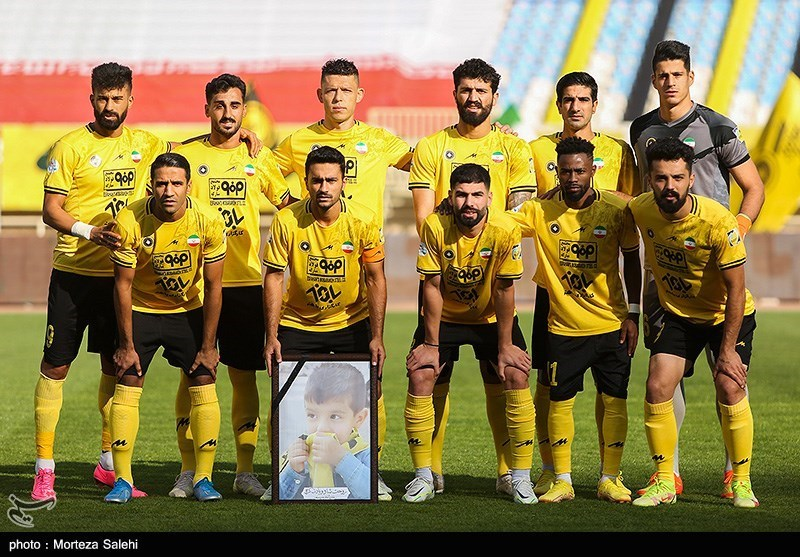
سلمانی (سومین نفر نشسته از راست) در ترکیب سپاهان

در ۱۴ تیر ۱۴۰۱؛ سلمانی قرارداد خود را با سپاهان به مدت یک فصل تمدید کرد. در بازی اول لیگ برتر، در پیروزی ۲–۰ سپاهان در مقابل استقلال، سلمانی گل اول را به‌ ثمر رساند. در هفتهٔ دوم لیگ برتر در پیروزی ۲–۱ سپاهان مقابل نساجی، سلمانی برای اولین بار، بازوبند کاپیتانی سپاهان را به بازو بست. سلمانی گل دوم سپاهان را نیز به‌ ثمر رساند.
در جام حذفی این فصل در اولین بازی، سپاهان توانست ۳–۰ سایپا را شکست دهد. در این بازی سلمانی کاپیتان سپاهان بود. در بازی دوم جام حذفی سلمانی در ترکیب سپاهان حضور نداشت و سپاهان ۲–۴ مغلوب پرسپولیس شد.

### پرسپولیس

#### فصل ۱۴۰۳–۱۴۰۲
در ۲۹ مرداد ۱۴۰۲؛ سلمانی با قراردادی ۲ ساله به پرسپولیس پیوست. سلمانی نخستین بازی خود را برای پرسپولیس، در هفته سوم لیگ برتر در برابر ذوب‌آهن انجام داد. سلمانی اولین گل خود را برای پرسپولیس، در هفته چهارم لیگ برتر در برد خارج خانه مقابل فولاد به‌ ثمر رساند.
سلمانی ۱۶ مهر ۱۴۰۲ در دیدار با گل‌گهر در دقیقه ۷ این بازی با مصدومیت رباط صلیبی مواجه شد و همهٔ بازی‌های فصل را از دست داد.  

## آمار باشگاهی
تا تاریخ ۴ اسفند ۱۴۰۳
| باشگاه         | دسته           | فصل            | لیگ  | لیگ | جام حذفی | جام حذفی | آسیا | آسیا | سوپر جام | سوپر جام | مجموع | مجموع |
| باشگاه         | دسته           | فصل            | بازی | گل  | بازی     | گل       | بازی | گل   | بازی     | گل       | بازی  | گل    |
| -------------- | -------------- | -------------- | ---- | --- | -------- | -------- | ---- | ---- | -------- | -------- | ----- | ----- |
| سپاهان         | لیگ برتر       | ۹۹–۱۳۹۸        | ۱    | ۰   | ۰        | ۰        | ۱    | ۰    | –        | –        | ۲     | ۰     |
| سپاهان         | لیگ برتر       | ۰۰–۱۳۹۹        | ۱۷   | ۴   | ۳        | ۰        | –    | –    | –        | –        | ۲۰    | ۴     |
| سپاهان         | لیگ برتر       | ۰۱–۱۴۰۰        | ۱۴   | ۱   | ۱        | ۰        | ۵    | ۰    | –        | –        | ۲۰    | ۱     |
| سپاهان         | لیگ برتر       | ۰۲–۱۴۰۱        | ۱۸   | ۲   | ۲        | ۰        | –    | –    | –        | –        | ۲۰    | ۲     |
| مجموع سپاهان   | مجموع سپاهان   | مجموع سپاهان   | ۵۰   | ۷   | ۶        | ۰        | ۶    | ۰    | –        | –        | ۶۲    | ۷     |
| پرسپولیس       | لیگ برتر       | ۰۳–۱۴۰۲        | ۳    | ۱   | ۰        | ۰        | ۲    | ۰    | –        | –        | ۵     | ۱     |
| پرسپولیس       | لیگ برتر       | ۰۴–۱۴۰۳        | ۱۰   | ۰   | ۱        | ۰        | ۳    | ۰    | ۰        | ۰        | ۱۴    | ۰     |
| مجموع پرسپولیس | مجموع پرسپولیس | مجموع پرسپولیس | ۱۳   | ۱   | ۱        | ۰        | ۵    | ۰    | ۰        | ۰        | ۱۹    | ۱     |
| مجموع آمار     | مجموع آمار     | مجموع آمار     | ۶۳   | ۸   | ۷        | ۰        | ۱۱   | ۰    | ۰        | ۰        | ۸۱    | ۸     |

## عملکرد ملی
او در شهریور ۱۴۰۰ برای دور نهایی مرحله مقدماتی جام جهانی ۲۰۲۲ قطر از سوی دراگان اسکوچیچ به تیم ملی دعوت شد.

## افتخارات

### باشگاهی

#### سپاهان
- لیگ برتر خلیج فارس
  - نایب‌قهرمان (۳): ۱۳۹۸–۱۳۹۷، ۱۴۰۰–۱۳۹۹، ۱۴۰۲–۱۴۰۱

#### پرسپولیس
- لیگ برتر خلیج فارس
  - قهرمان (۱): ۱۴۰۳–۱۴۰۲